# Unterseeboot 776
L'Unterseeboot 776 ou U-776 est un sous-marin allemand (U-Boot) de type VIIC utilisé par la Kriegsmarine pendant la Seconde Guerre mondiale.
Le sous-marin est commandé le 21 novembre 1940 à Wilhelmshaven (Kriegsmarinewerft), sa quille posée le 4 mars 1943, il est lancé le 4 mars 1944 et mis en service le 13 avril 1944, sous le commandement de l'Oberleutnant zur See Lothar Martin.
L'U-776 n'endommage ni ne coule aucun navire au cours de l'unique patrouille (63 jours en mer) qu'il effectue.
Il capitule à Portland en mai 1945 et coule en décembre 1945.

## Conception
Unterseeboot type VII, l'U-776 avait un déplacement de 769 tonnes en surface et 871 tonnes en plongée. Il avait une longueur totale de 67,10 m, un maître-bau de 6,20 m, une hauteur de 9,60 m et un tirant d'eau de 4,74 m. Le sous-marin était propulsé par deux hélices de 1,23 m, deux moteurs diesel Germaniawerft M6V 40/46 de 6 cylindres en ligne de 1 400 cv à 470 tr/min, produisant un total de 2 060 à 2 350 kW en surface et de deux moteurs électriques Brown, Boveri & Cie GG UB 720/8 de 375 cv à 295 tr/min, produisant un total 550 kW, en plongée. Le sous-marin avait une vitesse en surface de 17,7 nœuds (32,8 km/h) et une vitesse de 7,6 nœuds (14,1 km/h) en plongée. Immergé, il avait un rayon d'action de 80 milles marins (150 km) à 4 nœuds (7,4 km/h; 4,6 milles par heure) et pouvait atteindre une profondeur de 230 m. En surface son rayon d'action était de 8 500 milles nautiques (soit 15 700 km) à 10 nœuds (19 km/h).
 L'U-776 était équipé de cinq tubes lance-torpilles de 53,3 cm (quatre montés à l'avant et un à l'arrière) qui contenait quatorze torpilles. Il était équipé d'un canon de 8,8 cm SK C/35 (220 coups) et d'un canon antiaérien de 20 mm Flak. Il pouvait transporter 26 mines TMA ou 39 mines TMB. Son équipage comprenait 4 officiers et 40 à 56 sous-mariniers.

## Historique
Il reçut sa formation de base au sein de la 31. Unterseebootsflottille jusqu'au 8 mai 1945.
Le 12 mars 1945, l'U-776 effectue un court trajet de sept jours de Kiel à Horten.
Bien qu'affecté dans une flottille d'entrainement, l'U-776 effectue une patrouille de guerre entre le 22 mars et le 16 mai 1945. Il se dirige vers les côtes britanniques et opère entre l'ouest de la Manche et Ouessant. Il ne rencontre aucun succès.
Quand la guerre se termine, l'U-776 est encore en mer. Conformément aux instructions données, il va le 16 mai 1945 à Weymouth. Le submersible se rend à Lough Foyle et est renommé N 65. Il sert de navire-test dans la Royal Navy et effectue des visites de démonstration le long de la côte est britannique et sur la Tamise.

« L'U-776, l'un des sous-marins allemands qui s'est rendu à Weymouth, est maintenant amarré à Westminster Pier, près des Chambres du Parlement, et sera ouvert à l'inspection publique demain. Nos photos montrent le sous-marin à son arrivée à Westminster et une vue de la salle des machines. »

— Mercredi 23 mai 1945 - Londres, "Surrendered U-BOAT at Westminster Pier", The Times
Le submersible se rend ensuite à un point de rassemblement au Loch Ryan, pour la destruction massive des sous-marins allemands (opération Deadlight), opération alliée de destruction de la flotte de U-Boote de la Kriegsmarine.
L'U-776 coule le 3 décembre 1945 pendant son remorquage par le HMS Enforcer, à la position géographique 55° 08′ N, 5° 30′ O.

## Affectations
- 31. Unterseebootsflottille du 13 avril 1944 au 8 mai 1945 (Période de formation).

## Commandement
- Kapitänleutnant Lothar Martin du 13 avril 1944 au 16 mai 1945.

## Patrouilles
|       | Commandant           | Départ       | Départ | Arrivée      | Arrivée      | Jours    | Succès |
| ----- | -------------------- | ------------ | ------ | ------------ | ------------ | -------- | ------ |
|       | Kptlt. Lothar Martin | 12 mars 1945 | Kiel   | 18 mars 1945 | Horten       | 7 jours  |        |
| 1     | Kptlt. Lothar Martin | 22 mars 1945 | Horten | 16 mai 1945  | Portland, UK | 56 jours |        |
| Total | Total                | Total        | Total  | Total        | Total        | 63 jours | 0 t    |

Note : Kptlt. = Kapitänleutnant